# Уилбер, Кен
Ке́ннет Эрл Уи́лбер II (англ. Kenneth Earl Wilber II; род. 31 января 1949, Оклахома-Сити, штат Оклахома, США) — американский философ и писатель, разработавший теоретические и практические положения интегрального подхода, целью которого является синтетическое объединение открытий, совершённых в таких различных сферах человеческой деятельности, как психология, социология, философия, мистицизм и религиоведение, постмодернистские движения, эмпирические науки, теория систем, а также и в других областях.
В своих работах Кен Уилбер последовательно интегрирует в единую систему различные точки зрения на Вселенную. Понятием «Космос» (Kosmos) Уилбер объединяет все проявления бытия, включая и различные области сознания. Данный термин используется, чтобы отделить недвойственную вселенную (которая, согласно его точке зрения, включает и ноэтические и физические аспекты) от сугубо физикалистской модели вселенной, рассматриваемой традиционными («узкими») науками.
Уилбера часто связывают с трансперсональным движением, от которого, впрочем, в поздние годы он значительно дистанцировался. В 1998 году им основан Интегральный институт — исследовательский центр по изучению научных и социальных вопросов в рамках интегрального и нередукционистского подхода. Он разработал подходы к интегральной психологии и интегральной политике.

## Биография

### Ранние годы и образование
Кен Уилбер родился в Оклахома-Сити, штат Оклахома, 31 января 1949 года. Его отец служил в ВВС США, в связи с чем семья Уилберов постоянно переезжала: в разное время они жили на Бермудских островах, в Эль-Пасо и Грейт-Фоллзе. Когда Кен оканчивал школу, семья переехала в Линкольн, штат Небраска, где будущий философ и завершил своё начальное образование, сменив таким образом четыре школы за последние четыре года. Поскольку отца, постоянно занятого на работе, часто не бывало дома, Кен рос под большим влиянием матери, которая с детства привила ему сильное эстетическое чувство, пробудив тем самым интерес к искусству в целом.
… в детстве я, как сумасшедший, занимался гиперкомпенсацией. Был старостой класса, произносил речь на выпускном, даже был капитаном футбольной команды. Разрывался на части, чтобы меня все приняли, все полюбили. 
А под этим скрывался тот же страх … — страх быть отвергнутым. И всё это из-за беспокойства, желания быть приятным и играть какую-то роль. Типичный невроз тревожности. 
В школе Кен показал себя неожиданно одарённым учеником, буквально всё схватывающим на лету (он прочно удерживал положение лидера класса по успеваемости и круглого отличника как в средней, так и в высшей школе). Он от природы был одарён талантом к занятиям, требующим умственного труда, и также был готов отдавать учению значительное количество времени и усилий. В высшей школе он получил прозвище «Мозг», так как с начала и до конца учебного года прочно сохранял положение лучшего ученика, что отнюдь не радовало его одноклассников, так как лучший ученик естественным образом задавал планку и для остальных. По окончании высшей школы в качестве ведущего ученика ему было поручено произнести прощальную речь от имени своих одноклассников.
Притом, Кен, желая завоевать добрую славу среди учеников, попытался принизить свои достижения. Ему не хотелось всю жизнь оставаться для окружающих только «Мозгом», и поэтому он с головой окунулся в околоучебные мероприятия. Так он стал активным членом ученического комитета, дважды его выбирали президентом школьного и один раз — классного ученического комитета. Он показал себя отличным игроком в футбол, баскетбол, волейбол, хорошим гимнастом и легкоатлетом, причем получал удовольствие не столько от состязаний как таковых, но от всеобщего внимания, которое этим привлекал. 
Это противоречивое стремление посвятить себя умственной деятельности и в то же время быть принятым в кругу сверстников оставалось актуальным для Уилбера даже когда его выдающиеся способности мыслителя и логика снискали ему всемирную славу. При всей присущей ему от природы общительности, Уилберу сложно было смириться с фактом, что с самого раннего возраста ему пришлось вести замкнутое и одинокое существование: «Люди уверены, будто я по природе своей затворник, избегаю общества других, антисоциален, но это далеко не так. Настоящие антисоциалы демонстрируют эту свою способность в возрасте четырёх-пяти лет, её не спрячешь. Со мной же все с точностью наоборот, я очень общителен, и получаю от этого колоссальное удовольствие. Когда я всерьез занялся письмом, в возрасте двадцати трех лет, сложнее всего мне было смириться с фактом, что я вынужден буду отдалиться от людей. Свойственные мне во взрослом возрасте склонности к писательству и размышлениям с необходимостью требовали, чтобы почти все мое взрослое существование прошло наедине с самим собой за чтением, письмом или размышлениями, что далось мне отнюдь не легко». Будучи ещё школьником, Уилбер даже выступал ведущим в телешоу «Незаменимые», в котором интервьюировал разных людей: в шоу его пригласили участвовать как ученика, показавшего себя весьма одаренным в искусстве общения. 
В 1967 году по настоянию родителей Уилбер начинает изучать медицину в Университете Дьюка и практически сразу же разочаровывается в возможностях науки. На дальнейшие исследования его вдохновляют не модные в то время психоделики, а восточная литература, в особенности — основополагающий текст даосизма «Дао дэ цзин» (кит. — «Книга о пути и добродетели»). С академической точки зрения первый год был затрачен впустую, и Уилбер вернулся в Небраску и записался в Университет Небраски. Именно здесь он получит степень бакалавра с двумя профилирующими дисциплинами — химией и биологией, при этом он будет уделять значительную долю своего времени восточной философии и западной психологии. Уилбер получил стипендию для постдипломного образования по биохимии, прошёл все необходимые курсы, однако принял решение отказаться от написания исследовательской работы и сосредоточиться на своей писательской деятельности.
В 1972 году, зарабатывая преподаванием, он знакомится с Эми Вагнер. Они решают жить вместе и в том же году женятся. Чтобы как-то обеспечить себе пропитание во время написания книг, Уилберу приходится зарабатывать на жизнь низкооплачиваемым трудом (несколько лет он работал посудомойщиком). Интересно, что для того, чтобы отточить свои писательские навыки, Уилбер дословно от руки переписал все книги Алана Уотса. В течение следующих десяти лет его рабочий метод состоял в следующем: интенсивно изучать материал в течение порядка десяти месяцев, формировать в уме образ всей книги и затем воплощать её на бумаге за два или три месяца.

### Ранняя карьера
В 1973 году Кен Уилбер, которому исполнилось 23 года, закончил рукопись своей первой книги «Спектр сознания» (The Spectrum of Consciousness), в которой автор попытался синтезировать восточные и западные школы психологии. В течение нескольких лет более двух дюжин издательств отказывались публиковать книгу Уилбера по причине сложности излагаемого в ней материала, и лишь в 1977 году работу согласилось издать теософское издательство «Quest Books».
Публикация книги принесла Уилберу признание в академических кругах, что позволило провести ряд лекций и семинаров. Однако через год он на долгое время почти полностью отстранился от общественной деятельности, чтобы больше времени посвятить писательской работе. В этот период он также помог организовать издание трансперсонального журнала «ReVision» в 1978 году.
В 1979 году вышла вторая книга Уилбера под названием «Никаких границ»; она представляет собой популярную версию «Спектра сознания». Затем публикуются книги «Проект Атман» (The Atman Project; 1980) и «Восхождение из Эдема» (Up from Eden; 1981), посвящённые вопросам онтогенетического и филогенетического развития человека — от доличностных уровней через личностные к надличностным. Работа над журналом к тому времени требует всё больше времени, в связи с чем в 1981 году Уилбер полюбовно развёлся с Эми и переехал в Кембридж (штат Массачусетс), чтобы сосредоточиться на проектах «ReVision».
В 1983 году Уилбер переехал в округ Марин (штат Калифорния), где познакомился с Терри («Трейе») Киллэм и позже женился на ней. Через несколько дней в процессе обычного медицинского обследования у неё был диагностирован рак молочной железы. С осени 1984 года по 1987 год Уилбер почти полностью прекратил писать книги и занимался уходом за женой. В 1987 году Уилбер и Трейя переехали в Боулдер (штат Колорадо) и поселились неподалёку от Университета Наропы — буддийского учебного заведения, основанного Чогьямом Трунгпа Ринпоче. Трейя умерла в январе 1989 года. Опыт их совместной жизни в последние годы описаны в книге «Благодать и стойкость» (1991).

### Последние годы
В начале 1990-х годов Кен Уилбер предпринял попытку написать учебник по интегральной психологии, однако в процессе работы над книгой им был обнаружен ряд концептуально-теоретических препятствий, сокрытых в современном положении в науке, которые подтолкнули Уилбера к переосмыслению современных теоретических и практических парадигм. Это, в свою очередь, привело его к трёхлетней работе над своей монументальной монографией «Sex, Ecology, Spirituality (англ. Sex, Ecology, Spirituality)» (1995), ставшей первым томом задуманной им трилогии «Космос». В 1996 году публикуется работа «Краткая история всего» (A Brief History of Everything), представляющая собой популярное изложение идей работы «Пол, экология, духовность».
В 1997 году публикуется книга «Око духа», являющаяся обобщением статей, написанных Уилбером для журнала «ReVision» и посвящённых вопросам соотношения науки и религии. Следующая его работа была опубликована авторитетным издательством «Random House» под заглавием «Свадьба рассудка и души: интеграция науки и религии» в 1998 году.
В течение всего 1997 года Уилбер вёл дневники и записывал в них свои переживания, которые затем были опубликованы в 1999 году в виде книги под названием «Один вкус». Один вкус — это буддийский термин для обозначения переживания космического сознания. В последующие два года его издатель — «Shambhala Publication» — решает опубликовать полное собрание сочинений Уилбера.
1999 год становится особенно плодотворным в писательской карьере Уилбера: он заканчивает работу над книгами «Интегральной психологии» (Integral Psychology; сокращённый и обобщённый вариант планировавшегося им учебника по интегральной психологии) и «Теории всего (англ. A Theory of Everything)» (2000). В «Теории всего» совершается попытка связать воедино бизнес, политику, науку и духовность и показать, как они интегрированы в теории спиральной динамики. В 1999 году Уилбер также заканчивает черновой вариант романа «Boomeritis» (опубликован в 2002 году), в котором обличает нарциссизм как основную черту людей современности.
В конце 2006 года Уилбер публикует свою работу «Интегральная духовность», в которой вниманию общественности представляется концепция интегрального подхода к духовности и духовному развитию, а в августе 2007 года — книгу «Интегральное видение», являющуюся иллюстрированным введением в интегральную модель, изложенным доступным языком. В «Интегральном видении» даются рекомендации по конструированию собственной «практики интегральной жизни» — персонализированной системы саморазвития и личностного роста. В ближайшие годы планируется новое, полностью переработанное издание наиболее важной, по словам самого Уилбера, работы в его карьере — «Трансформации сознания», — посвящённой интегральной психотерапии и развитию. Помимо этого ожидается издание трилогии «Многоликий терроризм» (The Many Faces of Terrorism), посвящённой интегральной политике и проблеме терроризма в третьем тысячелетии.
С 1987 года Кен Уилбер живёт в Денвере, штат Колорадо. Здесь он продолжает работу над трудом своей жизни — трилогией Космоса, — а также другими книгами, и заведует деятельностью Интегрального института и Интегрального университета.

## Концепции

### Мистицизм и великая цепь бытия
Кен Уилбер занимается составлением карты «новой вечной философии» (англ. neo-perennial philosophy), которая объединяет в себе традиционный мистицизм, описанный в «вечной философии» Олдоса Хаксли, и теорию космической эволюции, тесно связанную с идеями индийского философа Шри Ауробиндо. Однако вместо того, чтобы принять обычный для вечной философии антиэволюционный подход к истории как регрессии из предыдущих эпох, или Юг, Уилбер обращается к традиционной для Запада концепции великой цепи бытия. В согласии с работами Жана Гебсера теория эта гласит, что великая цепь бытия существовала и существует вечно, проявляясь в материальном и, тем самым, постепенно раскрываясь. Как практик махаяна-буддизма, Уилбер считает, что реальность по своей сути есть недуалистическое единство пустоты и формы, развивающейся с течением времени. Работы Уилбера — это попытка описать, как форма претерпевает изменения и каким образом в мире формы существа, обладающие сознанием, участвуют в этом изменении до момента, пока не осознают свою истинную сущность в пустоте.

### Холон
Холон — ключевое для философии Кена Уилбера понятие, заимствованное из книги Артура Кёстлера «Призрак в машине» (1967); фундаментальная структурная единица Космоса. Находясь в поисках того, что могло бы послужить базовыми строительными блоками существования, Уилбер соглашается с выводом, что любая сущность или концепция имеет двойную природу: как целое в себе и как элемент чего-то ещё, — то есть представляет собой холон. В книге «Краткая история всего» он даёт такое популярное объяснение: «Например, целый атом является частью целой молекулы, а целая молекула является частью целой клетки, целая клетка является частью целого организма, и так далее. Каждый из этих объектов не целое, и не часть, а холон».
В книге «Пол, экология, духовность» Уилбер выделяет около двадцати принципов, характеризующих все холоны. Эти принципы формируют базис для его модели проявленной реальности (англ. manifest reality). Кроме того, по мнению Уилбера, тотальность проявленной реальности — это лишь волна в океане непроявленной Пустоты, не являющейся холоном.

### AQAL: интегральная модель Космоса
AQAL (произносится: «акуал») — основа интегрального подхода Кена Уилбера. AQAL обозначает «all quadrants all levels» («все квадранты все уровни»). Модель описывает пять принципиально неупрощаемых категорий, которые, по мнению Уилбера, необходимо учитывать в любой интегральной модели. В отрывке «Excerpt C: The Ways We Are in This Together» он описывает AQAL как «одну предполагаемую архитектуру Космоса». Согласно «всесекторной, всеуровневой» модели, выдвинутой на основе аналитико-синтетической обработки более чем 200 общепринятых иерархий и систем из различных сфер деятельности человека, для того, чтобы целостно рассмотреть какой-либо предмет, обязательно необходимо учесть следующие взаимокоррелирующие аспекты:
- 4 квадранта (или сектора) — индивидуальный внутренний (субъективное исследование предмета, например, феноменология), индивидуальный внешний (объективное исследование предмета, например, нейрофизиология), коллективный внутренний (субъективное исследование культурных отношений, например, культурная антропология) и коллективный внешний (объективное исследование социальных групп, например, теория систем);
- Линии развития, которые присутствуют в этих секторах (например, в психологии развития это линия когнитивного развития, эмоционального, физического и т. д.; см. концепцию множественных интеллектов Гарднера);
- Уровни развития, которые касаются данного предмета (например, человек проходит через несколько более или менее чётко выраженных стадий развития на протяжении всей жизни);
- Состояния сознания, которые участвуют в рассмотрении или деятельности этого предмета (например, для выполнения определённых типов работы необходимо состояние полного сосредоточения);
- Типы (например, гендер).

Как считает Уилбер, необходимо понимать, что данная классификация относится не к абсолютной, а к относительной истине (он опирается при этом на принцип двух истин в буддийской философии (см. ниже)).

### Абсолютная и относительная истина
| [ 8 ]          | Внутреннее                                                                              | Внешнее |
| Индивидуальное | Стандарт: Правдивость (1-е лицо) (искренность, честность, надежность)                   | Стандарт: Истина (3-е лицо) (корреспондентность, репрезентация, пропозиционность)                                               |
| Коллективное   | Стандарт: Справедливость (2-е лицо) (культурное соответствие, правота, взаимопонимание) | Стандарт: Функциональное соответствие (3-е лицо) ("паутина" теории систем , структурный функционализм, сетка социальных систем) |

Уилбер — сторонник буддийской доктрины двух истин, говорящей о том, что, дабы не допускать философской ошибки (или «категориального коллапса»), необходимо чётко различать абсолютную истину пустоты и относительные истины формы. Все категории AQAL относятся к относительной истине. Ни одна из них не является абсолютно истинной. Только лишь бесформенное сознавание, «простое ощущение бытия», является абсолютным фундаментом существования. Уилбер вслед за Шри Ауробиндо называет это бесформенное сознавание «Духом». «Дух» Уилбера можно считать аналогичным «Единому» Плотина, «Абсолюту» Шеллинга, индуистскому Брахману и буддийской шуньяте.

### Пре-/транс-заблуждение
Как считает Кен Уилбер, во многих утверждениях относительно нерациональных состояний сознания совершается ошибка в определении разницы между дорациональным и надрациональными состояниями. Согласно Уилберу, их можно легко принять одно за другое — явление, названное им «пре-/транс-заблуждением». Можно либо редуцировать восприятие надрациональной духовной реализации до уровня дорациональной регрессии, либо возвысить дорациональные состояния до уровня надрациональных. Фрейд и Юнг, по мнению Уилбера, совершали ошибку пре/трансзаблуждения: Фрейд считал, что мистический опыт представляет собой регрессию к инфантильным океаническим состояниям, в то время как Юнг рассматривал дорациональные мифы в качестве духовных откровений. По мнению Уилбера, и сам он совершил подобную ошибку в ранний «романтический» период своего развития (см., например, книгу «Никаких границ»).

### Уилбер о науке
В книге «Свадьба рассудка и души: интеграция науки и религии» (The Marriage of Sense and Soul: Integrating Science and Religion) Уилбер характеризует текущее состояние «твёрдых» наук как «узкие науки». Он утверждает, что естественные науки в настоящее время получают данные только из низших уровней сознания — сенсомоторики (восприятие и пр.). То, что он называет «широкой наукой», включало бы данные и из логики, математики, и из символики, герменевтики и других уровней сознания. В идеале широкая наука включала бы и свидетельства медитаторов и духовных практиков.
Собственная концепция науки Уилбера включает и узкую науку, и широкую науку. В качестве примера можно привести использование электроэнцефалографии и других технологий для проведения исследований занимающихся медитацией и духовными практиками. Всё это включено в концепцию «интегральной науки» Кена Уилбера. По его мнению, узкая наука выше узкой религии, но широкая наука выше узкой науки. То есть, естественные науки представляют более инклюзивное, аккуратное описание реальности, чем какая-либо из экзотерических религиозных традиций, а интегральный подход, включающий и религиозные утверждения, и научные утверждения, основывающиеся на интерсубъективности, предпочтительнее узкой науки.

### Уилбер о дарвинизме
Кен Уилбер отвергает креационизм, считая его попытками узкой религии предстать наукой. Тем не менее, к примеру, не является он и сторонником философско-натуралистической эволюционной теории Ричарда Докинза, которого Уилбер описывает как «религиозного проповедника». Хотя Уилбер рассматривает естественный отбор как валидную научную теорию, он считает, что дарвинизм описывает лишь биологический аспект эволюции. По его мнению, Ауробиндо дал более полное описание физических, интеллектуальных и духовных аспектов эволюции. Более того, Уилбер считает, что Дарвин оказал во многом негативное интеллектуальное влияние, так как по причине успеха дарвинизма среди интеллектуальной и философской элиты холистические онтологически эволюционные воззрения немецких идеалистов были заменены физикализмом.
Уилбер согласен с теоретиками разумного творения в том, что неодарвинизм не способен адекватно объяснить зарождение жизни, феномен сознания и самосознания человека.  Но также он не согласен и с теоретиками креационизма в том, что они настаивают на дуалистической природе создателя, отделённого от того, что им сотворено. Уилберовская концепция божественности аналогична той, что можно найти в дзэн-буддизме или Адвайта Веданте.
В последнее время Уилбер начал использовать термин «тетраэволюция» для описания четырёхмерного развития холонов.

### Работа в настоящее время
В 2005 году был открыт Интегральный духовный центр (англ. Integral Spiritual Center) — отделение калифорнийского Интегрального института. Тогда же Уилбер представил публике черновик на 118 страницах двух своих книг, над которыми он работает. Работа вышла под заголовком «Что такое интегральная духовность?» и содержит несколько новых концепций: интегральный методологический плюрализм, интегральная постметафизика, интегральная математика и решётка Уилбера — Комбса. В 2006 году эта работа была издана в виде книги «Интегральная духовность».
Уилбер объединяет свои различные системы взглядов (англ. frameworks) воедино: 

Такова наша задача:  «осуществить реинжиниринг» объяснительной системы взглядов, правдоподобно представившей бы те основные методологии — от феноменологии до автопоэзиса, теории систем, герменевтики — путём «трансцендентальной дедукции» структуры Космоса, в первую очередь позволившей бы данным методологиям возникнуть и существовать, ибо они и так уже существуют. Предлагаемая объяснительная система называется AQAL, она ориентирована на интегральный обзор врождённых перспектив, её социальная практика заключается в интегральном методологическом плюрализме, её философия есть интегральная постметафизика, её сигнальная сеть — это ИОС (интегральная операционная система) — все слова от третьего лица для описания Космоса, в котором первые и вторые лица являются неделимыми агентами, носителями сознания, и интенциональности, и ощущений, а не просто материи, и энергии, и информации, и каузальности.

### Интегральная постметафизика
Интегральная постметафизика — термин, которым Уилбер описывает свои попытки реконструировать мировые духовно-религиозные традиции в том виде, в котором они бы удовлетворяли модернистской и постмодернистской критике данных традиций. Основана на интегральной эпистемологии, включающей такие инструменты, как интегральный методологический плюрализм, интегральную семиотику, а также различные способы краткой записи перспективы субъекта и местонахождения объекта, один из которых называется интегральной математикой.
Интегральный методологический плюрализм исходит из представления о том, что «измерения» (квадранты), которые содержит всякий холон, можно изучить как снаружи, так и изнутри. Таким образом, для изучения одушевленных холонов (в том числе и человека), поскольку они содержат все четыре квадранта, может быть применено по крайней мере 8 основных методологий. Например, методом изучения индивидуального внутреннего (верхнего левого) квадранта человека изнутри является феноменология, извне — психоанализ и структурализм. Уилбер указывает на то, что с помощью каждого из восьми методов можно получить данные, принципиально неполучаемые остальными. К примеру, феноменологическое исследование (исследование сознания изнутри, в том числе через медитацию) не может обнаружить существование фрейдовской тени и стадий сознания. Поэтому для получения более или менее полноценного знания о холоне необходимо совместить как можно больше методов его изучения (желательно — все).
Основным источником по данной теме является опубликованная в 2007 году книга «Интегральная духовность» (в 2013 году издана на русском языке в виде электронной книги). Кроме того, некоторые из материалов были опубликованы в Интернете. На официальном веб-сайте писателя издательства «Shambhala» в онлайновой статье под названием «О природе постметафизической духовности: ответ Хабермасу и Вейсу» (On the Nature of a Post-Metaphysical Spirituality: Response to Habermas and Weis, 2006) Кен Уилбер говорит о постметафизической духовности. На другой веб-странице, «Последующие отрывки из „Космической кармы и творчества“, которые необходимо опубликовать» (Future Excerpts from Kosmic Karma and Creativity to Be Posted), представляется набросок, включающий материал «Excerpt F: Integral Post-Metaphysics».

### Решётка Уилбера — Комбса
Решётка Уилбера — Комбса — концептуальная модель сознания, разработанная Кеном Уилбером и Алланом Комсом. Она представляет собой решётку с последовательными состояниями сознания на оси X (слева направо) и структурами развития, или уровнями, сознания на оси Y (снизу вверх). Данная решётка иллюстрирует, как каждая структура сознания интерпретирует переживания разных состояний сознания, включая мистические состояния. Например, кто-то на мифическом уровне осознавания может интерпретировать тонкое переживание как измерение, полное богов и богинь, тогда как кто-то на ментальном уровне может интерпретировать его более рационально, например, как видение глубокого смысла космоса, или вселенной.

## Влияния на Уилбера
Концепция вечной философии Уилбера главным образом была сформирована под влиянием мадхъямака-буддизма, в особенности под влиянием философии Нагарджуны. Сильное влияние также оказали недвойственный мистицизм адвайта веданты, тибетского буддизма, дзэн-буддизма, Плотина и Рамана Махарши. Уилбер практикует буддийскую медитацию со времён обучения в университете, и изучал некоторых известных медитаторов, таких, как Дайнин Катагири, Маэдзуми Роси, Чогьям Трунгпа Ринпоче, Калу Ринпоче, Пенор Ринпоче и Чагдуд Тулку Ринпоче.
Концепция эволюции или психологического развития Уилбера основывается на работах Шри Ауробиндо Гхоша и Жана Гебсера, концепций великой цепи бытия, немецкого идеализма, Эриха Янча, Жана Пиаже, Абрахама Маслоу, Эрика Эриксона, Лоуренса Колберга, Говарда Гарднера, Клэра Грейвса, Роберта Кигана и спиральной динамики. Экзистенциального психолога Ролло Мэя он называл своим личным другом. Также Уилбер писал о Ральфе Эмерсоне, Альфреде Уайтхеде, Юргене Хабермасе и Пьере Тейяре де Шардене.

### Работы Уилбера
- The Spectrum of Consciousness, 1977, anniv. ed. 1993: ISBN 0-8356-0695-3
- No Boundary: Eastern and Western Approaches to Personal Growth, 1979, reprint ed. 2001: ISBN 1-57062-743-6
- The Atman Project: A Transpersonal View of Human Development, 1980, 2nd ed. ISBN 0-8356-0730-5
- Up from Eden: A Transpersonal View of Human Evolution, 1981, new ed. 1996: ISBN 0-8356-0731-3
- The Holographic Paradigm and Other Paradoxes: Exploring the Leading Edge of Science (editor), 1982, ISBN 0-394-71237-4
- A Sociable God: A Brief Introduction to a Transcendental Sociology, 1983, new ed. 2005 subtitled Toward a New Understanding of Religion, ISBN 1-59030-224-9
- Eye to Eye: The Quest for the New Paradigm, 1983, 3rd rev. ed. 2001: ISBN 1-57062-741-X
- Quantum Questions: Mystical Writings of the World’s Great Physicists (editor), 1984, rev. ed. 2001: ISBN 1-57062-768-1
- Transformations of Consciousness: Conventional and Contemplative Perspectives on Development (co-authors: Jack Engler, Daniel Brown), 1986, ISBN 0-394-74202-8
- Spiritual Choices: The Problem of Recognizing Authentic Paths to Inner Transformation (co-authors: Dick Anthony, Bruce Ecker), 1987, ISBN 0-913729-19-1
- Grace and Grit: Spirituality and Healing in the Life of Treya Killam Wilber, 1991, 2nd ed. 2001: ISBN 1-57062-742-8
- Sex, Ecology, Spirituality: The Spirit of Evolution, 1st ed. 1995, 2nd rev. ed. 2001: ISBN 1-57062-744-4
- A Brief History of Everything, 1st ed. 1996, 2nd ed. 2001: ISBN 1-57062-740-1
- The Eye of Spirit: An Integral Vision for a World Gone Slightly Mad, 1997, 3rd ed. 2001: ISBN 1-57062-871-8
- The Essential Ken Wilber: An Introductory Reader, 1998, ISBN 1-57062-379-1
- The Marriage of Sense and Soul: Integrating Science and Religion, 1998, reprint ed. 1999: ISBN 0-7679-0343-9
- One Taste: The Journals of Ken Wilber, 1999, rev. ed. 2000: ISBN 1-57062-547-6
- Integral Psychology: Consciousness, Spirit, Psychology, Therapy, 2000, ISBN 1-57062-554-9
- Theory of Everything: An Integral Vision for Business, Politics, Science and Spirituality, 2000, paperback ed.: ISBN 1-57062-855-6
- Speaking of Everything (2 hour audio interview on CD), 2001
- Boomeritis: A Novel That Will Set You Free, 2002, paperback ed. 2003: ISBN 1-59030-008-4
- Kosmic Consciousness (12 hour audio interview on ten CDs), 2003, ISBN 1-59179-124-3
- Вместе с Корнелом Уэстом, комментарии к трилогии «Матрица», участие в Return To Source: Philosophy & The Matrix на The Roots Of The Matrix, всё в The Ultimate Matrix Collection (DVD), 2004
- The Simple Feeling of Being: Visionary, Spiritual, and Poetic Writings, 2004, ISBN 1-59030-151-X
- The Integral Operating System (69 страниц по AQAL с DVD и 2 аудиодисками), 2005, ISBN 1-59179-347-5
- Исполнительный продюсер: Stuart Davis DVD Between the Music: Volume 1 и Volume 2.
- Integral Spirituality: A Startling New Role for Religion in the Modern and Postmodern World, 2006, ISBN 1-59030-346-6
- The Integral Vision: A Very Short Introduction to the Revolutionary Integral Approach to Life, God, the Universe, and Everything, 2007, ISBN 1-59030-475-6
- Transformations of Consciousness (полностью обновлённое издание, анонсировано)
- The Many Faces of Terrorism (анонсировано)
- Kosmic Karma and Creativity: Volume Two of the Kosmos Trilogy (анонсировано)
- The Fourth Turning (сокращённая эл. версия опубликована в 2014 году; полная печатная версия планируется в 2015 году)
- Trump and a Post-Truth World (2017), ISNB 9781611805611
- The Religion of Tomorrow (2017), ISNB 9781611803006
- Integral Buddhism: And the Future of Spirituality (2018), ISBN 1611805600
- Integral Politics: Its Essential Ingredients, eBook, 2018

#### На русском языке
- Никаких границ. Восточные и западные пути личностного роста. — 1998, 2004. ISBN 5-17-018322-4
- Проект Атман. Трансперсональный взгляд на человеческое развитие. — М.: АСТ, 1999, 2004. ISBN 5-17-021069-8
- Око Духа. Интегральное видение для слегка свихнувшегося мира. — М.: АСТ, 2002. ISBN 5-17-014321-4
- Один вкус. Дневники Кена Уилбера. — 2004. ISBN 5-17-021067-1
- Интегральная психология. Сознание, Дух, Психология, Терапия. — 2004. ISBN 5-17-021067-1
- Краткая история всего. — М.: АСТ, 2006. ISBN 5-17-036016-9. Переиздание: М.: Постум, 2015. — 624 с. — ISBN 978-5-91478-035-4
- Благодать и стойкость. — М.: Открытый Мир, 2008. — 656 с. — 3000 экз. — ISBN 978-5-9743-0127-8. Переиздание: М.: Постум, 2013. — 656 с. — 3000 экз. — ISBN 978-5-91478-025-5
- Интегральное видение. — М.: Открытый Мир, 2009. ISBN 978-5-9743-0156-8
- Теория всего. — М.: Постум, 2013. ISBN 978-5-91478-027-9
- Интегральная духовность. — Электронное издание. — М.: Ipraktik, 2013. Google Books.
- Бумерит. — Электронное издание. — М.: Ipraktik, 2013. Google Books.
- Четвертый поворот. Перспективы интегрального буддизма. — Электронное издание. — М.: Ipraktik, 2014.
- Практика интегральной жизни (К. Уилбер, Т. Паттен А. Леонард, М. Морелли). — Электронное издание. — М.: Ipraktik, 2014.
- Очи познания: Плоть, разум, созерцание. Интегральный мир. — М.: Рипол-классик, 2016.
- Интегральная медитация. — Рипол-Классик, 2017.
- Трамп и эпоха постправды. — М.: МИФ, 2018.
- Интегральная теория сознания. eroskosmos.org. СПб.: Онлайн-журнал «Эрос и Космос» (23 марта 2022). Дата обращения: 28 октября 2023.

### Экранизации
- В 2021 году по книге Уилбера «Благодать и стойкость» (1991) был снят одноимённый художественный фильм[13].

### Книги об Уилбере
- Donald Jay Rothberg and Sean Kelly, Ken Wilber in Dialogue: Conversations With Leading Transpersonal Thinkers, 1998, ISBN 0-8356-0766-6
- Joseph Vrinte, Perennial Quest for a Psychology with a Soul: An inquiry into the relevance of Sri Aurobindo’s metaphysical yoga psychology in the context of Ken Wilber’s integral psychology, Motilal Banarsidass, 2002, ISBN 81-208-1932-2
- Frank Visser. Ken Wilber: Thought As Passion. — New York: State University of New York Press (SUNY Press), 2003. — 352 p. — ISBN 0791458156.
- Brad Reynolds, Embracing Reality: The Integral Vision of Ken Wilber: A Historical Survey and Chapter-By-Chapter Review of Wilber’s Major Works, 2004, ISBN 1-58542-317-3
- Lew Howard, Introducing Ken Wilber, May 2005, ISBN 1-4208-2986-6
- Raphael Meriden, Entfaltung des Bewusstseins: Ken Wilbers Vision der Evolution, 2002, ISBN 88-87198-05-5
- Brad Reynolds, Where’s Wilber At?: Ken Wilber’s Integral Vision in the New Milennium, 2006, ISBN 1-55778-846-4
- Киященко Л. П., Моисеев В. И. Философия трансдисциплинарности / Рос. акад. наук, Ин-т философии. — М.: ИФРАН, 2009. ISBN 978-5-9540-0152-5. (Глава 3. Интегральный подход (логико-онтологический аспект).)
- Майков В. В. Уилбер // Новая философская энциклопедия : в 4 т. / пред. науч.-ред. совета В. С. Стёпин. — 2-е изд., испр. и доп. — М. : Мысль, 2010. — 2816 с.